# Pycnolampas oviformis
Pycnolampas oviformis is een zee-egel uit de familie Maretiidae.
De wetenschappelijke naam van de soort werd in 1907 gepubliceerd door Alexander Agassiz & Hubert Lyman Clark.